# Tracker (album)
| Đánh giá chuyên môn  | Đánh giá chuyên môn |
| Nguồn đánh giá       | Nguồn đánh giá      |
| Nguồn                | Đánh giá            |
| -------------------- | ------------------- |
| Rolling Stone        | [ 1 ]               |
| The Daily Telegraph  | [ 2 ]               |
| American Song Writer | [ 3 ]               |
| Sputnik Music        | [ 4 ]               |
| AllMusic             | [ 5 ]               |
| The Guardian         | [ 6 ]               |

Tracker là album hát đơn thứ tám của ca sĩ-nhạc sĩ và nghệ sĩ ghi-ta người Anh Mark Knopfler, được phát hành vào ngày 16 tháng 3 năm 2015 tại Vương quốc Anh (17 tháng 3 năm 2015 tại Bắc Mỹ).

## Phát hành
Theo thông tin trên trang web chính thức của Knopfler, Tracker được phát hành dưới định dạng đĩa CD, hai đĩa vinyl, đĩa CD phiên bản cao cấp với 4 bài hát thêm và một box set bao gồm album ở định dạng đĩa CD và vinyl; cùng với một đĩa CD chứa 6 bài hát mở rộng và một đĩa DVD gồm một đoạn phim ngắn được đạo diễn bởi Henrik Hansen và cuộc phỏng vấn với Knopfler.

## Quảng bá
Knopfler sẽ quảng bá cho album trong chuyến lưu diễn sắp khởi động trong năm 2015 mang tên Tracker Tour, được ấn định sẽ bắt đầu vào ngày 15 tháng 5 năm 2015 tại Dublin, Ireland. Chuyến lưu diễn bao gồm 85 buổi hòa nhạc với hai chặng dừng chân—châu Âu và Bắc Mỹ—và sẽ kết thúc vào ngày 31 tháng 10 năm 2015 tại Fort Lauderdale, Florida ở Hoa Kỳ.

## Diễn biến thương mại
Tracker ra mắt tại vị trí #14 trên bảng xếp hạng US Billboard 200, với 36.000 bản bán được tính đến hết ngày 22 tháng 3 năm 2015; qua đó trở thành album hát đơn đạt vị trí cao nhất trên bảng xếp hạng trong sự nghiệp của Knopfler.

## Danh sách và thứ tự các bài hát
- Tất cả bài hát đều được viết bởi Mark Knopfler, trừ những bài đã được ghi chú.[7]

Disc one, standard
| STT | Nhan đề                                                  | Thời lượng |
| --- | -------------------------------------------------------- | ---------- |
| 1.  | "Laughs and Jokes and Drinks and Smokes"                 | 6:40       |
| 2.  | "Basil"                                                  | 5:45       |
| 3.  | "River Towns"                                            | 6:17       |
| 4.  | "Skydiver"                                               | 4:38       |
| 5.  | "Mighty Man"                                             | 5:55       |
| 6.  | "Broken Bones"                                           | 5:30       |
| 7.  | "Long Cool Girl"                                         | 5:06       |
| 8.  | "Lights of Taormina"                                     | 6:09       |
| 9.  | "Silver Eagle"                                           | 5:02       |
| 10. | "Beryl"                                                  | 3:11       |
| 11. | "Wherever I Go" (hợp tác với Ruth Moody)                 | 6:27       |
| 12. | "Hot Dog" (chỉ phát hành tại Mediamarkt và Saturn ở Đức) | 2:53       |

| Bài hát thêm cho đĩa 2 | Bài hát thêm cho đĩa 2                                                                     | Bài hát thêm cho đĩa 2 |
| STT                    | Nhan đề                                                                                    | Thời lượng             |
| ---------------------- | ------------------------------------------------------------------------------------------ | ---------------------- |
| 1.                     | ".38 Special" (Phiên bản cao cấp + Box Set)                                                | 2:47                   |
| 2.                     | "My Heart Has Never Changed" (Phiên bản cao cấp + Box Set)                                 | 3:49                   |
| 3.                     | "Terminal of Tribute To" (Phiên bản cao cấp + Box Set)                                     | 5:52                   |
| 4.                     | "Heart of Oak" (Phiên bản cao cấp + Box Set)                                               | 1:46                   |
| 5.                     | "Oklahoma Ponies" (Box Set; Giai điệu truyền thống, lời nhạc và sắp xếp bởi Mark Knopfler) | 5:19                   |
| 6.                     | "Time Will End All Sorrow" (Box Set)                                                       | 2:59                   |

Ghi chú
- Bài số 5 & 6 là 2 bài hát mở rộng trong Box Set đã được chuyển vào CD bài hát thêm cuối cùng do nhầm lẫn, nên phần Danh sách bài và Danh sách những người thực hiện ở mặt sau không khớp với thông tin trên đĩa CD.
- Danh sách bài hát ở trên khớp với thông tin trên đĩa CD.
- Một bài hát thêm đặc biệt có tựa đề là "Hot Dog" có trong CD phiên bản chuẩn (Bài số 12) và trong CD phiên bản cao cấp (Bài số 16) (Phân phối bởi Saturn & MediaMarkt tại Đức)

## Những người thực hiện
Âm nhạc
- Mark Knopfler – hát chính, ghi-ta
- Guy Fletcher – bộ gõ, hát
- Bruce Molsky – violin, rhythm ghi-ta, đàn banjo
- John McCusker – violin, cittern
- Mike McGoldrick – sáo, sáo gỗ
- Phil Cunningham – đàn xếp
- Glenn Worf – giọng nam trầm
- Ian Thomas – trống
- Nigel Hitchcock – saxophone
- Tom Walsh – trumpet
- Ruth Moody – hát[8][12]

Sản xuất
- Mark Knopfler – sản xuất
- Guy Fletcher – sản xuất
- Richard Ford – ghi chú trên bao đựng đĩa[8]

## Xếp hạng

### Xếp hạng tuần
| Bảng xếp hạng (2015)                                 | Vị trí cao nhất |
| ---------------------------------------------------- | --------------- |
| Album Úc (ARIA)                                      | 12              |
| Album Áo (Ö3 Austria)                                | 1               |
| Album Cộng hòa Séc (ČNS IFPI)                        | 35              |
| Album Đan Mạch (Hitlisten)                           | 1               |
| Album Hà Lan (Album Top 100)                         | 1               |
| Album Phần Lan (Suomen virallinen lista)             | 5               |
| Album Pháp (SNEP)                                    | 6               |
| Album Đức (Offizielle Top 100)                       | 1               |
| Album Hungaria (MAHASZ)                              | 5               |
| Album Ý (FIMI)                                       | 3               |
| Album New Zealand (RMNZ)                             | 4               |
| Album Ba Lan (ZPAV)                                  | 3               |
| Album Bồ Đào Nha (AFP)                               | 2               |
| Album Thụy Điển (Sverigetopplistan)                  | 3               |
| Album Thụy Sĩ (Schweizer Hitparade)                  | 2               |
| Album Anh Quốc (OCC)                                 | 3               |
| Album Hoa Kỳ Billboard 200                           | 14              |
| Album Hoa Kỳ Folk (Billboard)                        | 1               |
| Album Hoa Kỳ Top Tastemaker (Billboard)              | 1               |
| Đã nhập bảng xếp hạng không hợp lệ BillboardSales\|5 |                 |